# Таїландський коледж об'єднаного світу
Таїландська міжнародна школа коледжів об'єднаного світу (англ. United World College Thailand International School (UWCTIS), коротка назва Таїландський коледж об'єднаного світу (англ. United World College Thailand або англ. UWC Thailand (UWCT), чи тай. UWC ประเทศไทยโรงเรียนนานาชาติ) — міжнародний коледж-інтернат, розташований південніше поселення Теп Кассаттрі та західніше пам'ятки незайманої природи субтропічних дощових лісів «Заказника Хао-Фра-Тхаео» (тай. เขตห้ามล่าสัตว์ป่าเขาพระแทว, англ. Khao Phra Thaeo Non-Hunting Area), чангнват Пхукет, Таїланд. Раніше відомий як «Денна школа міжнародної академії Пхукету» (англ. Phuket International Academy Day School (PIADS)), яку було засновано у 2008.. З 2016 року входить до мережі Коледжів об'єднаного світу.
Коледж є неприбутковою філією компанії «Таньяпура» [Архівовано 21 квітня 2019 у Wayback Machine.] (англ. Thanyapura), і завдяки цьому його учні мають доступ до спортивних та оздоровчих програм, споруд та обладнання як у обсязі фізичного виховання, так і вдосконалення спортивної майстерності чи активного відпочинку залежно від їх спортивних інтересів. 
Коледж є членом Ради міжнародних шкіл (англ. Council of International Schools — «CIS») та «Регіональної ради шкіл Східної Азії» (англ. The East Asia Regional Council of Schools — «EARCOS»).

## Коротка історія
Школу було засновано у 2008 році, як одну із складових частин міжнародної академії Пхукету, до якої входили:
- Денна школа міжнародної академії Пхукету (англ. Phuket International Academy Day School (PIADS)) — надає можливості подолання труднощів у навчанні конкретних учнів шляхом виявлення, та посилення їх слабких когнітивних можливостей для розроблення найбільш оптимальних індивідуальних програм навчання і розвитку кожної дитини;
- Спортивний, мистецький та оздоровчий центр міжнародної академії Пхукету (англ. Phuket International Academy Sports, Arts & Wellness Centre  (PIASAWC)) — надає можливості для розвитку елітних показників у спорті, сприяє творчості в мистецтві, сприяє збалансованому підходу до особистого оздоровлення та забезпечує наукове підґрунтя для залучення громад до рекреації;
- Центр розумової діяльності міжнародної академії Пхукету (англ. Phuket International Academy Mind Centre) — дослідження і реалізація потенціалу людського інтелекту із застосуванням надсучасних нейронаукових технологій та досліджень древньої мудрості і медитативних традицій.

Початково школа була денною восьмирічною школою, і у ній навчалися діти від дитячого садочка до 8-го класу включно. Дбаючи про високий рівень освіти і про своїх майбутніх випускників, у школі розпочали запроваджувати освітні програми «IB World School» (укр. «Світової школи міжнародного бакалаврату») і 18 червня 2012 року школа успішно пройшла процедуру акредитації програми, орієнтованої на учнів молодших класів  «Primary Years Programme» (укр. Програми ранніх років) власником та розробником цієї програми — некомерційним освітнім фондом «International Baccalaureate®». Цього ж року школу було розширено і вона стала 12-річною.
Для надання можливості випускникам здобувати вищу освіту у найкращих університетах світу, школа продовжила запроваджувати освітні програми міжнародного бакалаврату в середніх та старших класах. 4 квітня 2014 була акредитована «Diploma Programme» (укр. Програма для здобуття диплома) — програма, орієнтована на учнів старших класів, а 26 червня цього ж року — і «Middle Years Programme» (укр. Програма середніх років) — програма, орієнтована на учнів середніх класів. У 2014 році у школі було відкрито інтернат, елітні юніорські спортивні академії з тенісу, плавання та тріатлону.
У 2015 педагоги-ентузіасти розпочали впровадження у процес навчання Програми Ерроусміт™ для розвитку і зміцнення у учнів здатності до навчання. Успішні результати запровадження привели до створення у серпні 2018 року у складі Міжнародної академії Пхукету «Школи Баньяпура» (англ. Banyapura School), яка «навчає вчитися» своїх учнів. Наразі послугами школи користуються клієнти з усіх куточків земної кулі від 18 до 70 років — підприємці, люди похилого віку, студенти, митці, музиканти, спортсмени та інженери. У навчальному процесі використовується трансформаційні можливості нейропластичності та когнітивно-поведінкова терапія для підвищення пізнавальної здатності і досягнення успіху.
Засновники школи прагнули забезпечити всесторонній і найбільш оптимальний розвиток своїх учнів і обрали такий девіз: «Добре серце, збалансований розум, здорове тіло», спираючись на унікальність азійської культури у поєднанні з найкращими із західних освітніх традицій, таким чином, виховуючи допитливих,  співчутливих молодих людей з ґрунтовним багажем знань, які навчаються жити з честю і гідністю, з прагненням до справжнього щастя як для себе, так і для інших, та із прагненням створити більш мирний і стабільний світ. Поділяючи ідею міжнародного освітнього руху «Коледжі об'єднаного світу» — створення нового світу, побудованого на взаємній повазі, прагненні до мирного співіснування і до співробітництва, долучилися до нього, і 1 серпня 2016 увійшли до всесвітньої мережі «Коледжі об'єднаного світу», змінивши назву школи на «UWC Thailand».
У 2017 у коледжі було запроваджено першу повну благодійну стипендію для талановитого учня, який походить з малозабезпеченої таїландської сім'ї. Для отримання стипендії претенденти з таїландських шкіл брали участь у конкурсній програмі, яка завершилася у кампусі коледжу у дні святкування Макха Буча. Стипендія надається на останні 3 роки навчання за програмою для здобуття диплому International Baccalaureate. Стипендія охоплює плату за навчання, плату за інтернат, медичне страхування, одяг (форму для занять, спортивну тощо), плату за іспити, виїзні поїздки і тренінги та за харчування.    

## Опис
Кампус коледжу розташовується на території відомого та популярного спортивно-курортного комплексу Клубу спорту та дозвілля Пхукету Таньяпура, що займає 22 га у екологічно чистій мальовничій місцевості субтропічного острова Пхукет. На відміну від інших коледжів об'єднаного світу, де передбачені безкоштовні вакансії для учнів, навчання в UWC Pukhet платне, однак, у порівнянні із іншими престижними міжнародними школами Таїланду, вартість навчання є дещо нижчою і включає членство у клубі Таньяпура як для учня, так і для членів його родини від двох сімей.
На території кампусу коледжу розташовуються навчальні класи та учнівські дослідницькі лабораторії, багатоцільова зала, центр виконавських мистецтв, театр «Блек бокс», кінотеатр, кабінети для занять музикою та мистецтвами, бібліотека, кафетерій, уніфікований магазин, спортзала із тренажерною залою,  відкритий майданчик для футболу, баскетбольний майданчик, оздоровчий центр та центр уважності. Як члени клубу, учні мають можливість користуватися фітнес-центрами курорту, майданчиком пляжного волейболу, спортивними майданчиками, легкоатлетичною доріжкою, спортивними кортами та басейнами тощо.

### Особливості прийому
В UWC Thailand, як і у решті Коледжів об'єднаного світу, діє спільна для усіх коледжів «Глобальна програма відбору» (англ. Global Selection Programme). Однак, разом із тим, є і свої особливості. Для прийому до дитячого садочка, молодших та середніх класів необхідно звертатися безпосередньо до коледжу. Прийом до старших класів (11-12) чи до «підготовчого» 10-го класу для забезпечення необхідної бази знань, потрібної для опанування учнем програми для здобуття диплома міжнародного бакалаврату та для забезпечення необхідного рівня знань англійської, здійснюється через «Глобальну програму відбору». У разі наявності місць, забезпечених повною чи частковою стипендією, рекомендується звертатися до національних комітетів коледжів об'єднаного світу. Учні з України можуть дізнатися про наявність стипендії і про її розмір на сайті Національного комітету UWC Україна.

## Освітні програми
Освітні програми охоплюють процес навчання і виховання учнів від 2 до 19 років і включають:
- «IB Primary Years Programme» (укр. Програма ранніх років — програма початкової освіти, орієнтована на учнів молодших класів — до 5 класу включно);
- «IB Middle Years Programme» (укр. Програма середніх років — програма базової середньої освіти, орієнтована на учнів середніх класів — від 6 по 10 класи);
- «IB Diploma Programme» (укр. Програма для здобуття диплома — програма повної загальної середньої освіти, орієнтована на учнів старших класів — 11, 12 класи).

Дипломи про середню освіту (англ. The IB diploma) надають можливість здобувати вищу освіту та приймаються і визнаються більше, ніж 2 337 університетами у 90 державах світу. 

## Великий спорт в UWC Thailand
Учні коледжу мають чудові можливості поєднувати навчання із заняттям спортом на професійному рівні, які їм надає членство у клубі «Таньяпура». Для забезпечення гармонійного розвитку талановитим спортсменам, які навчаються у старших випускних класах, дозволено опановувати IB Diploma Programme протягом не двох, а трьох років навчання. Система підготовки майбутніх спортсменів ґрунтується на наукових досягненнях, високому рівні кваліфікації тренерсько-педагогічного колективу та сучасних спортивних спорудах і обладнанні, які у сукупності надали коледжу можливість отримати акредитацію Всесвітньої академії спорту (англ. The World Academy of Sport (WAoS)) як освітнього центру для спортсменів.
Учні коледжу досягають значних результатів на міжнародному рівні і успішно захищають часть коледжу, Таїланду та своїх країн. На 13-их Південноазійських іграх у Непалі учні коледжу, захищаючи спортивну честь своїх країн, здобули три золоті, одну срібну та дві бронзові медалі.

## Галерея

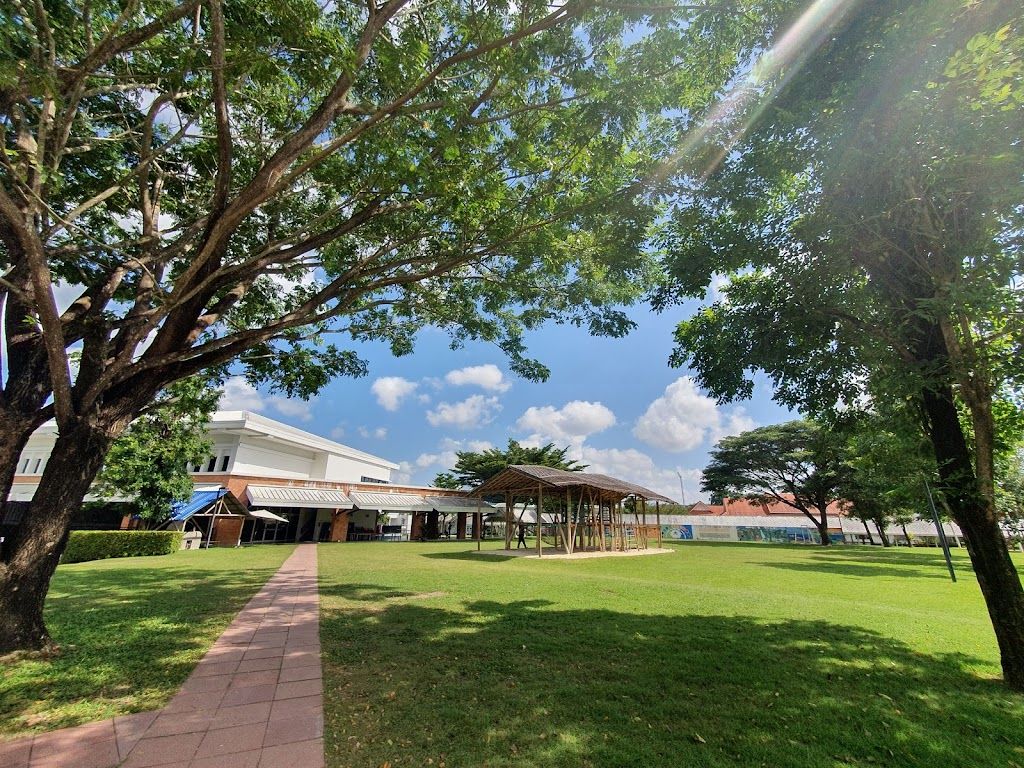
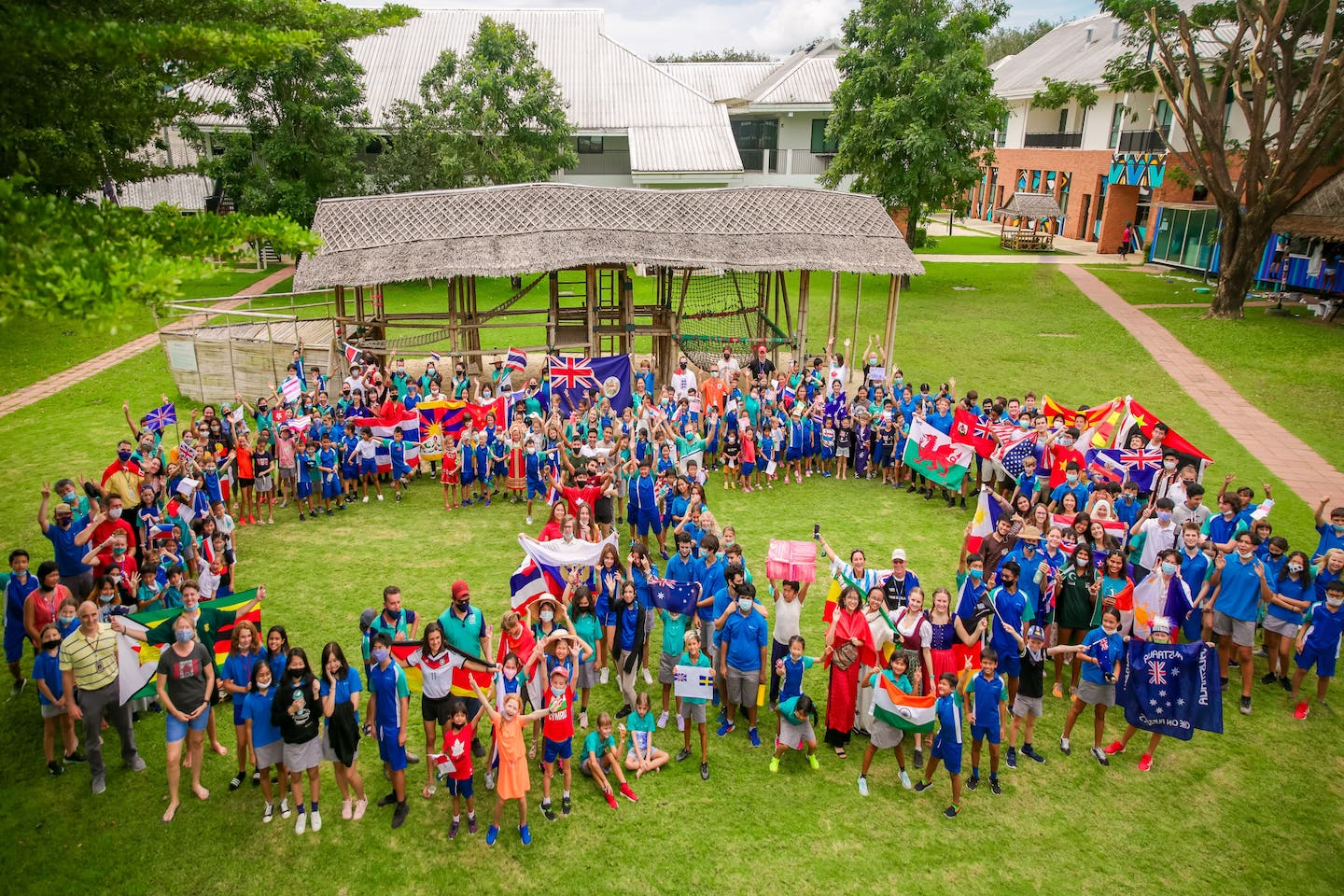
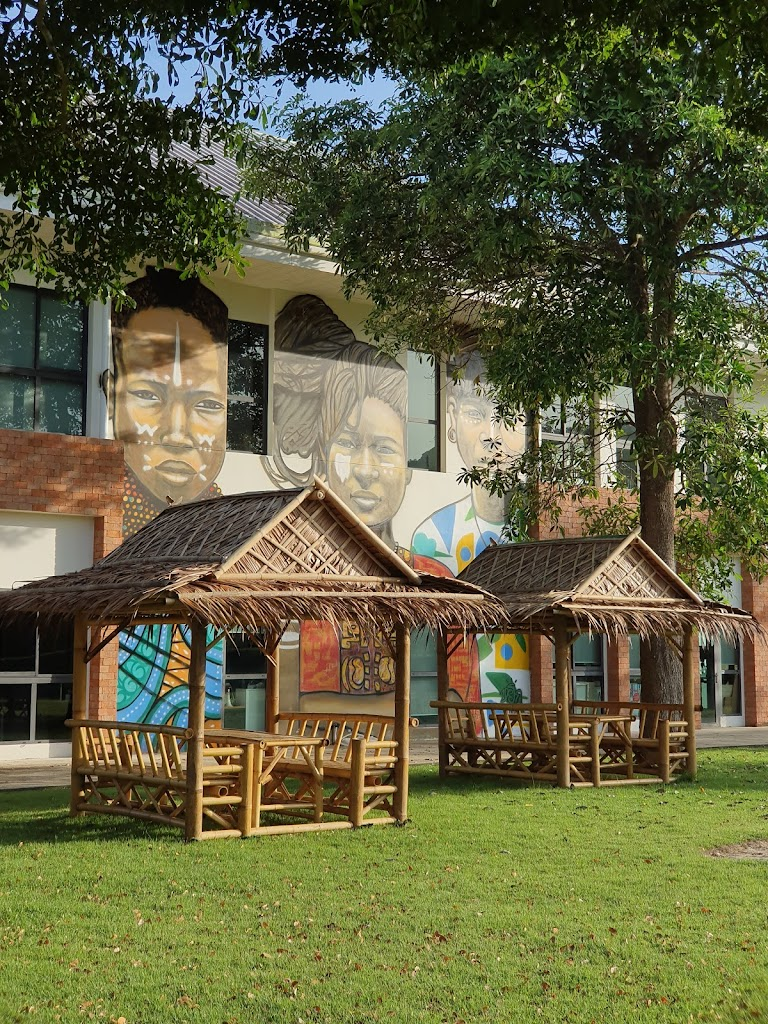
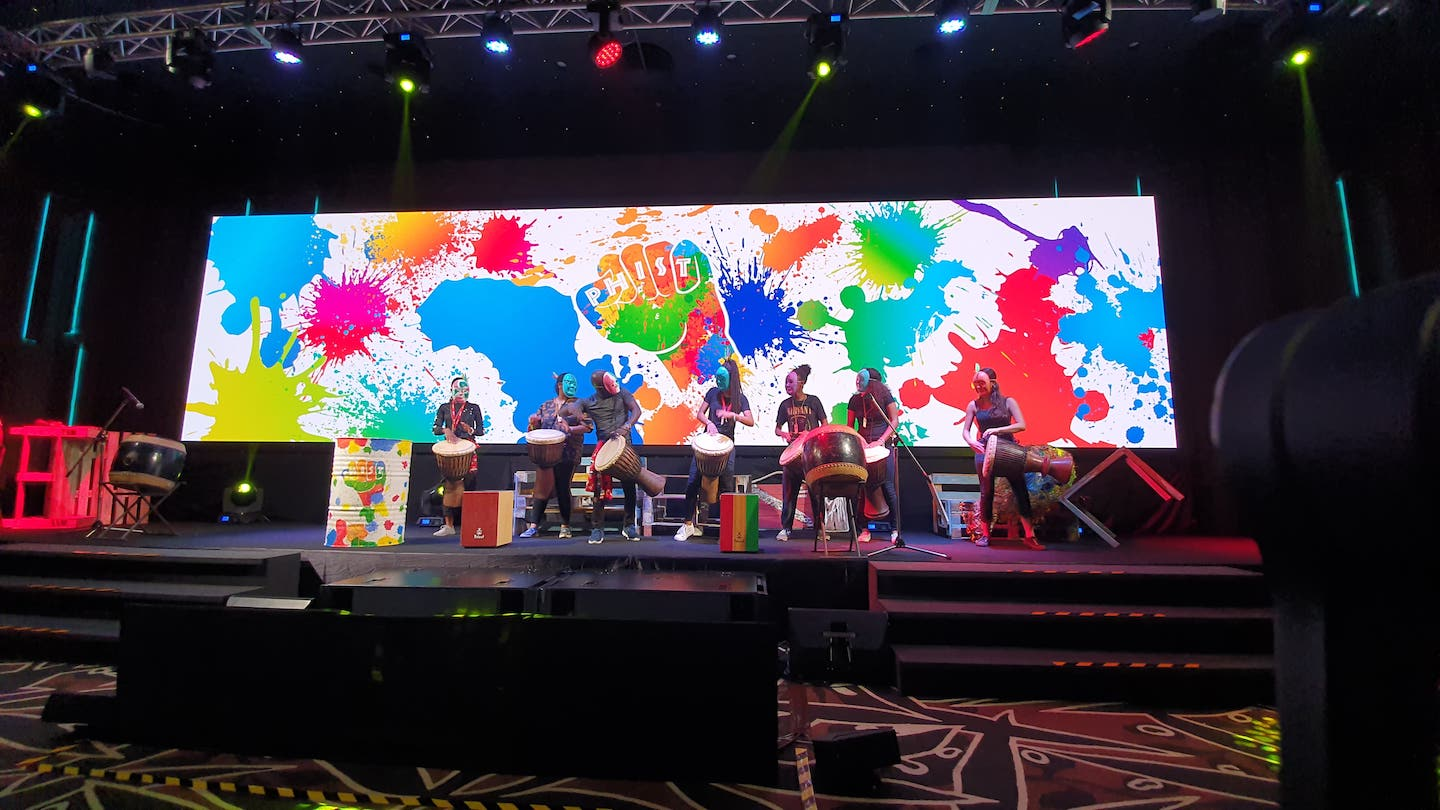
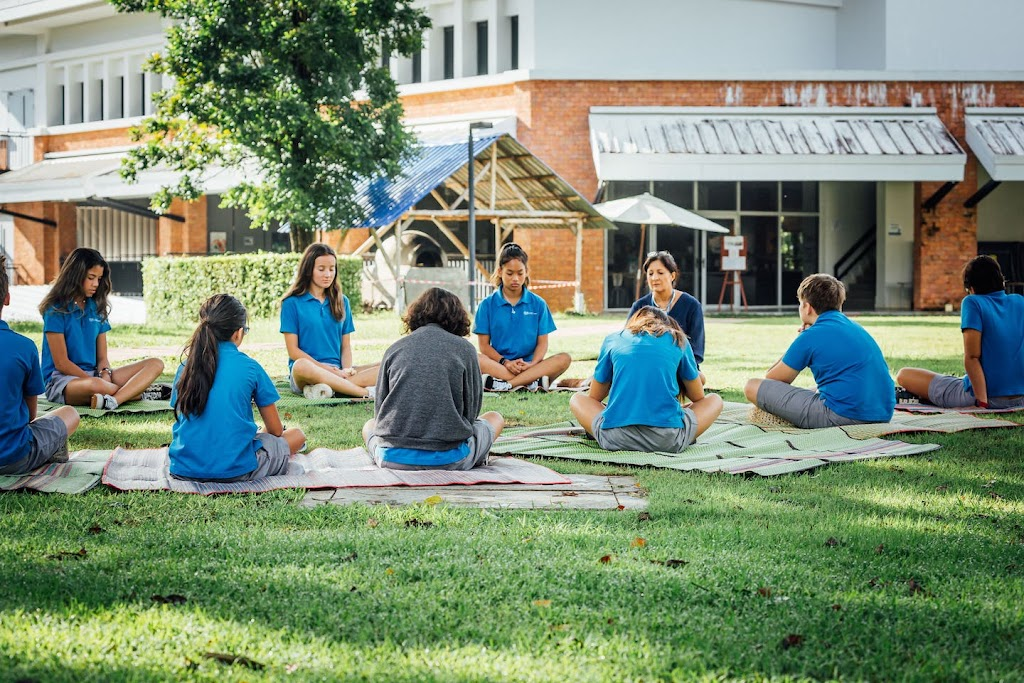
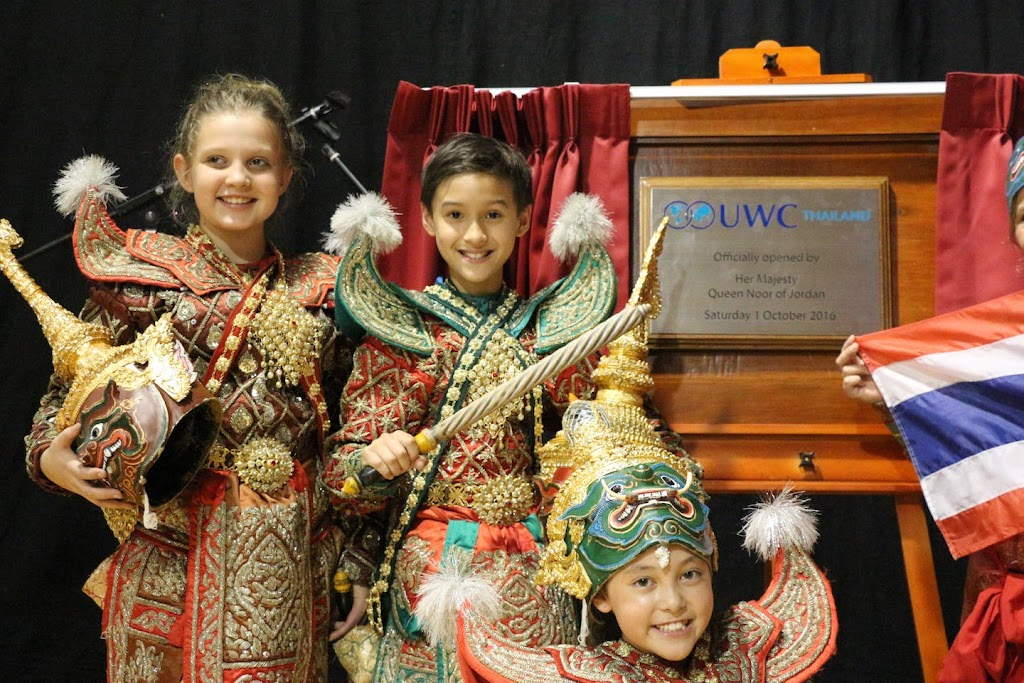
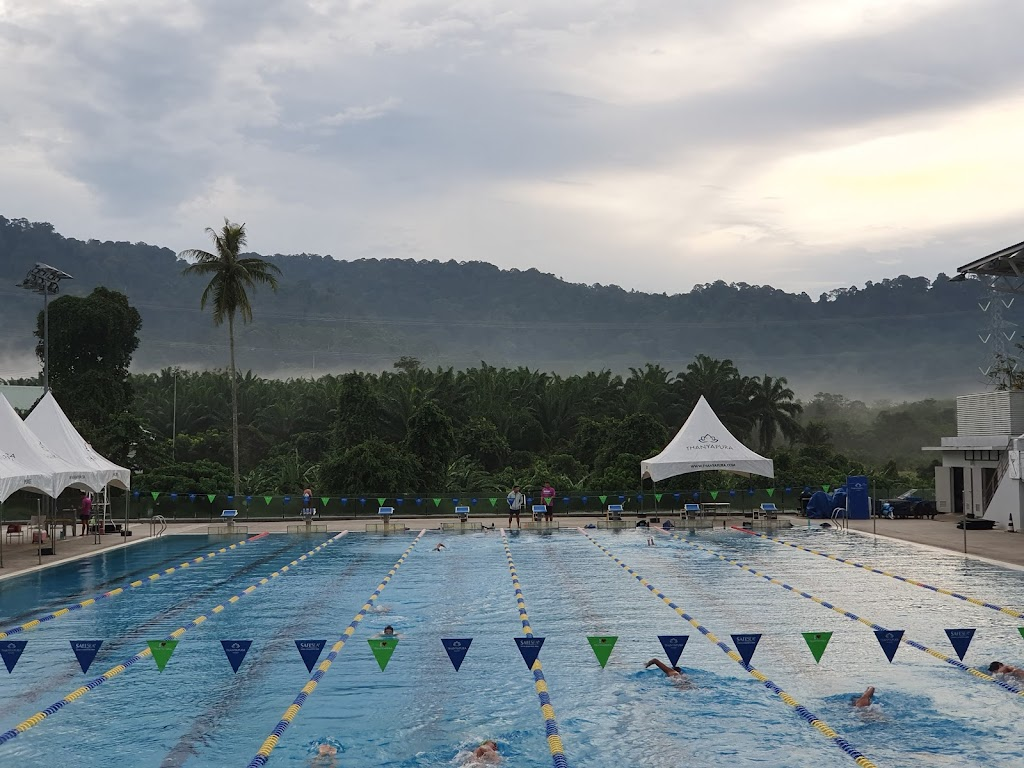
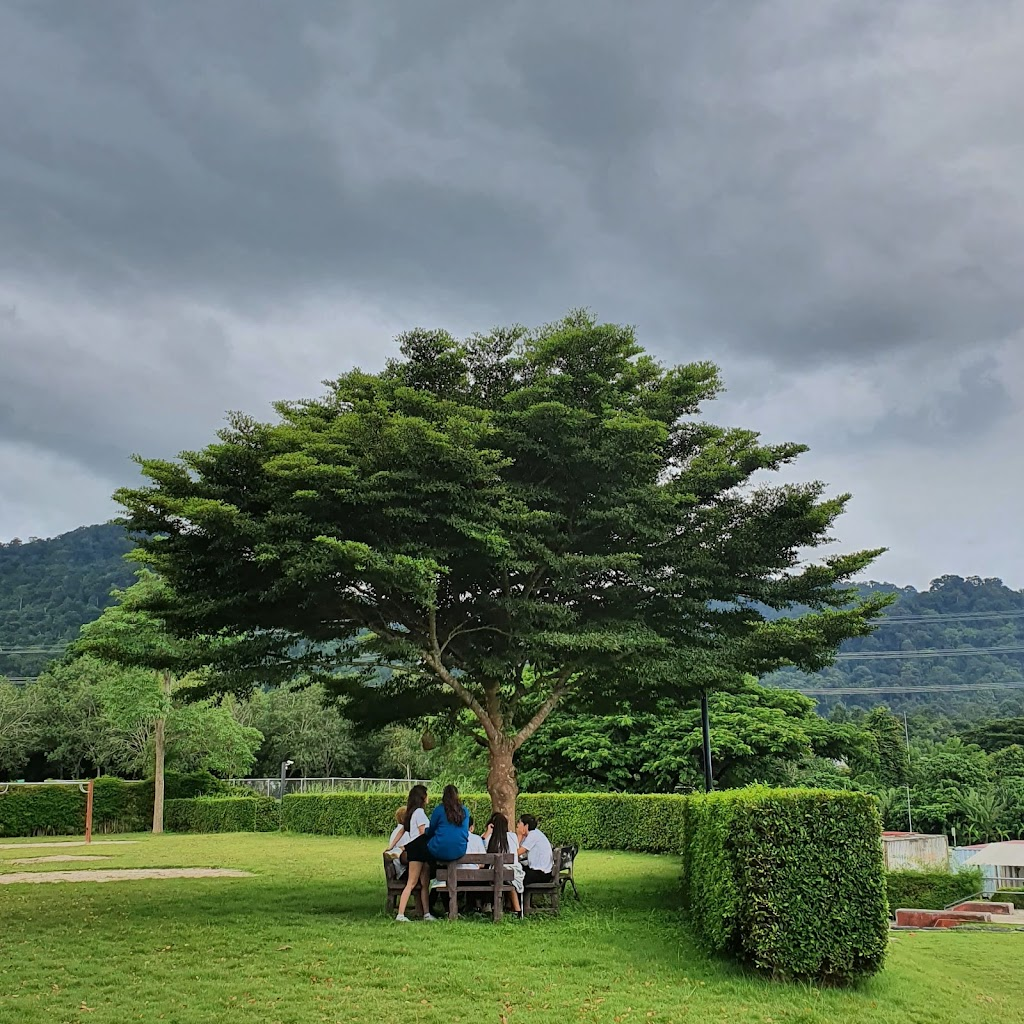
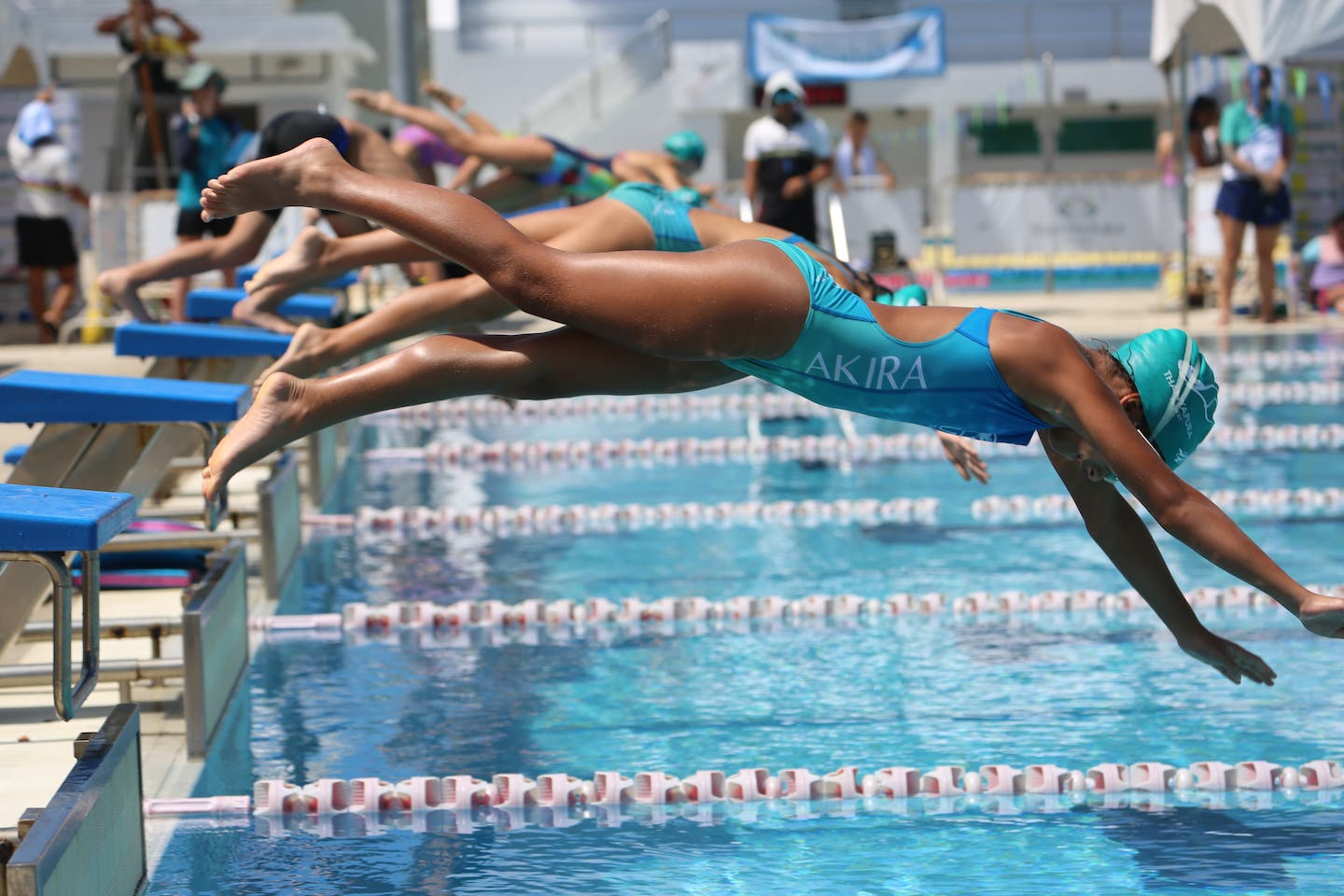
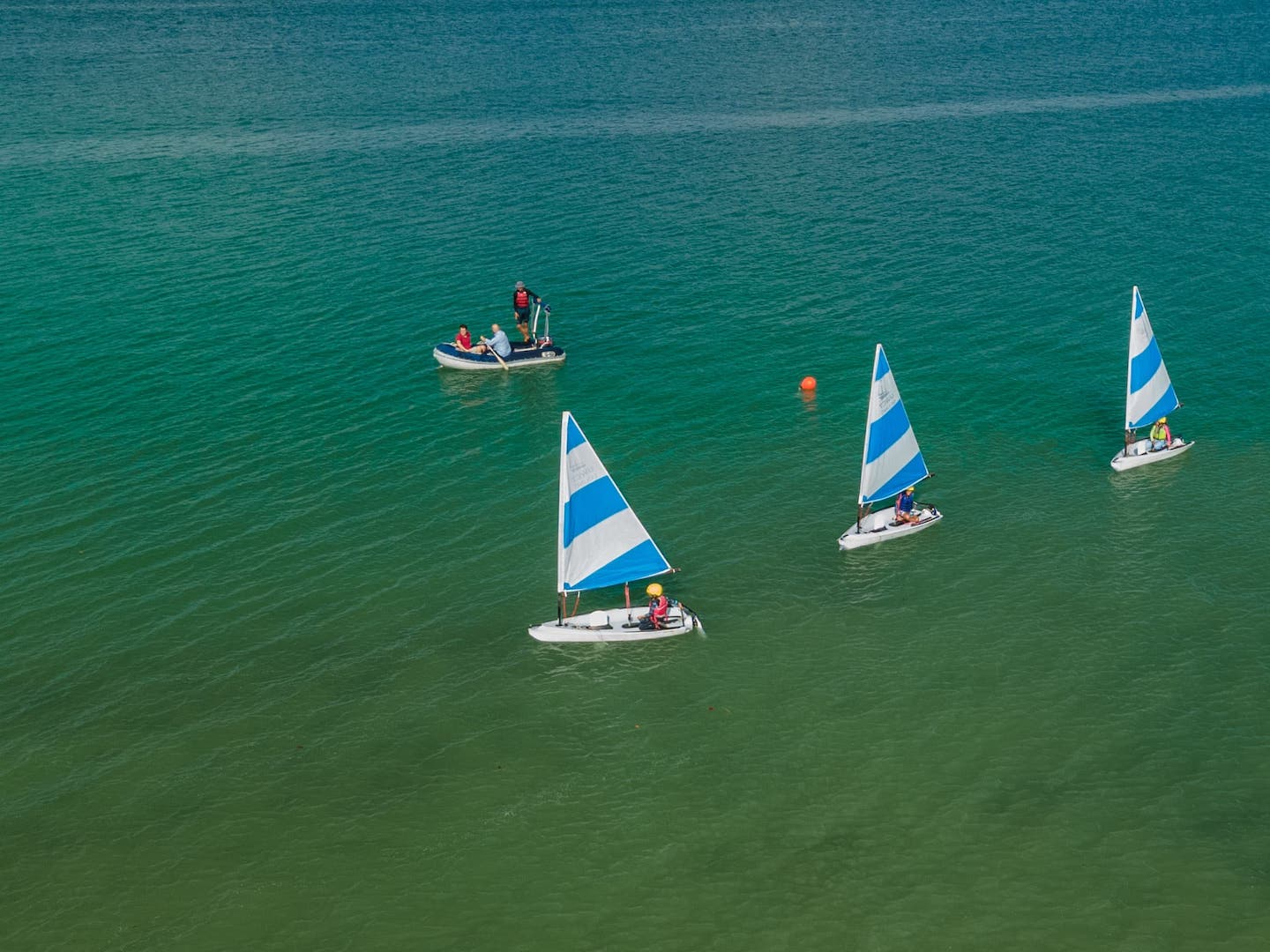
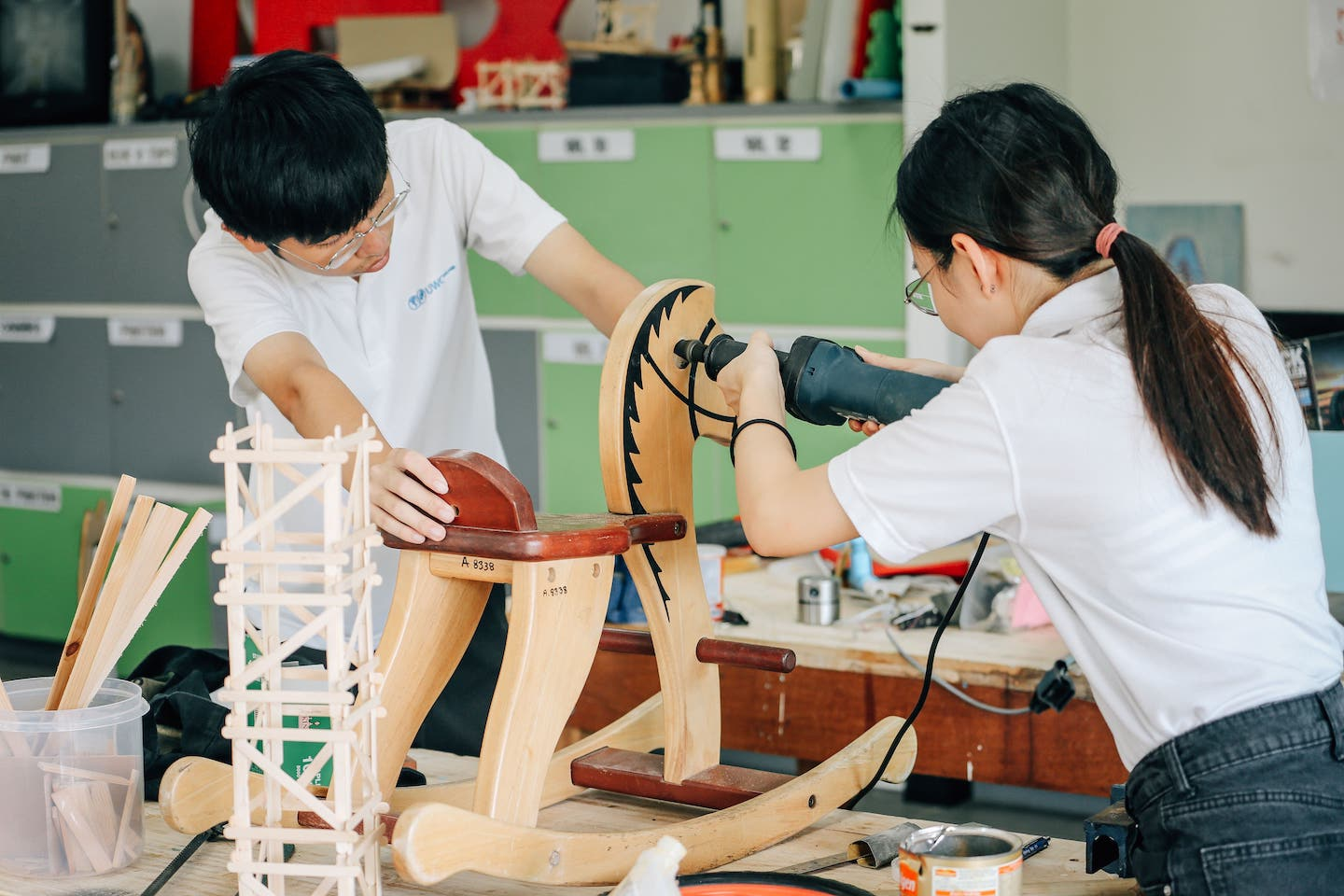
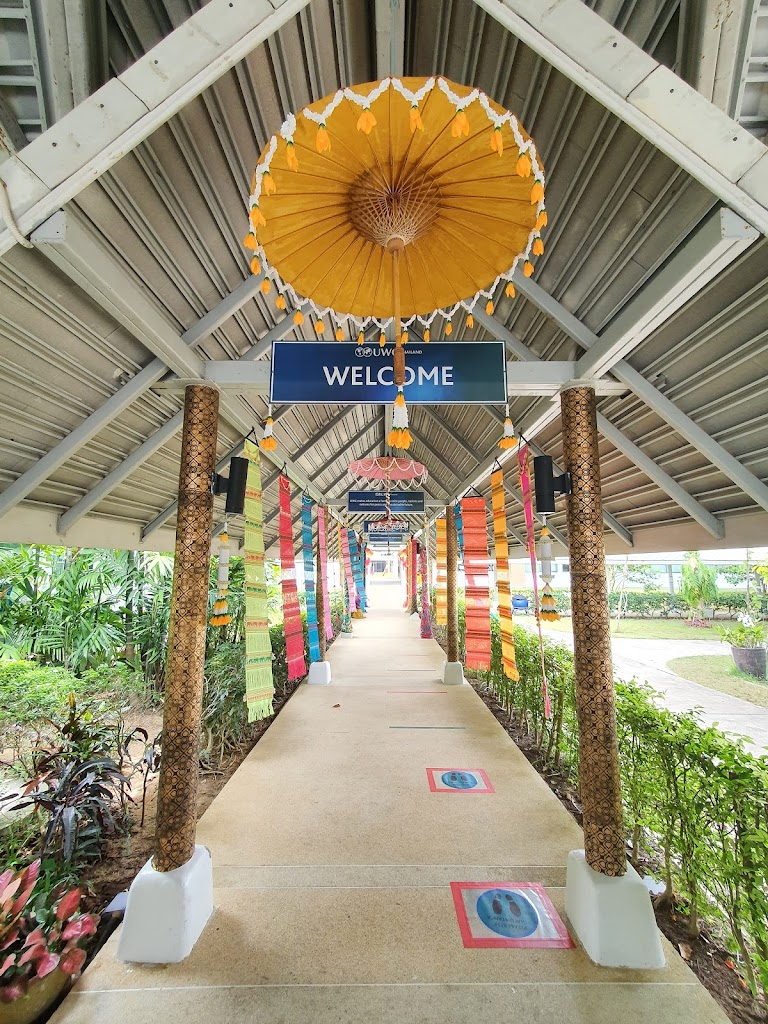
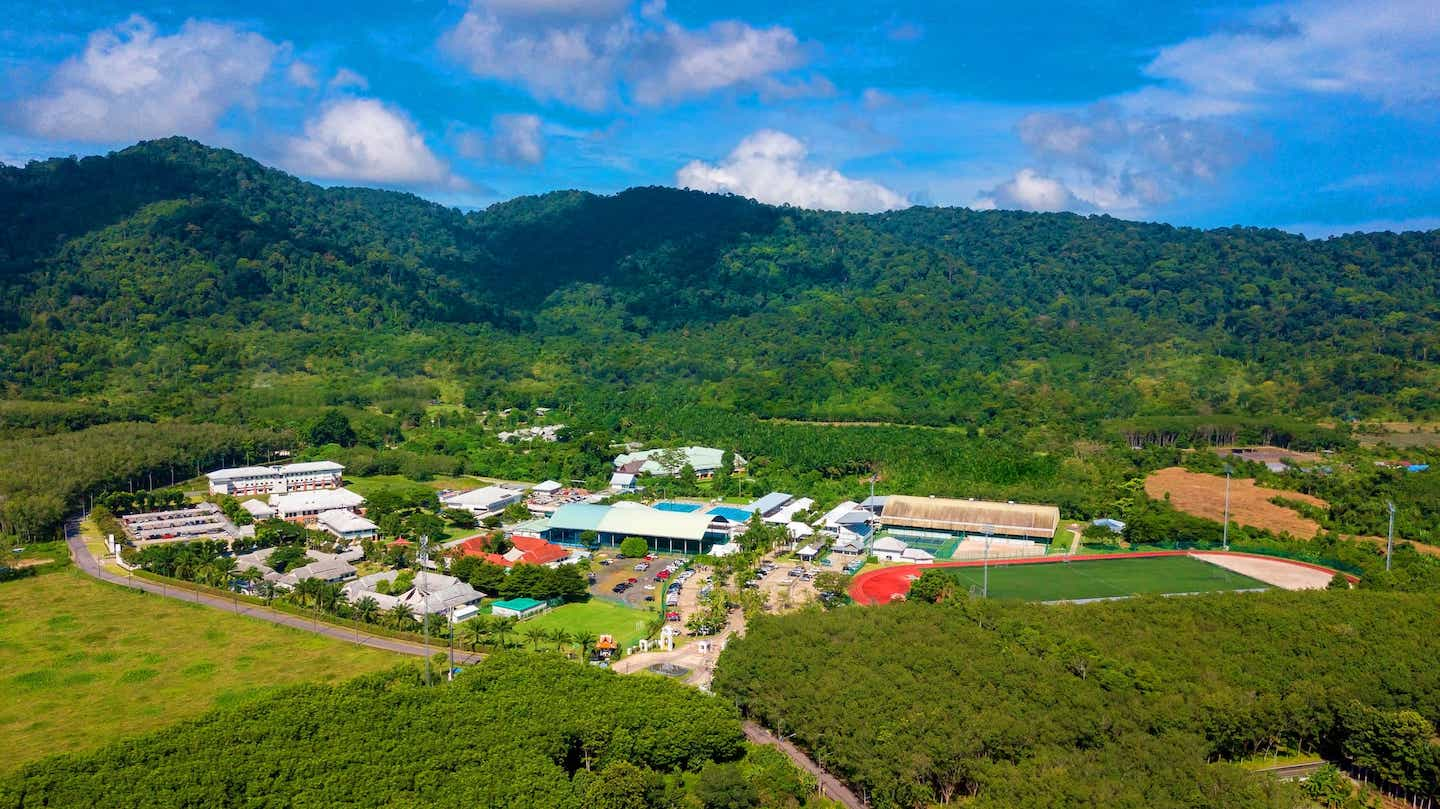